# Folsomia binoculata
Folsomia binoculata är en urinsektsart som först beskrevs av Einar Wahlgren 1899.  Folsomia binoculata ingår i släktet Folsomia, och familjen Isotomidae. Arten är reproducerande i Sverige.